# 전광우
전광우(全光宇, 1949년 5월 7일 ~ , 서울)는 대한민국의 경제학자이자 금융인이고 전 정무직 공무원이다.

## 생애
미국 미시간 주립 대학교 교수, 세계은행 (The World Bank) 수석연구위원, 국제금융센터 원장, 우리금융그룹 부회장, 딜로이트 코리아 회장, 포스코 이사회 의장, 외교통상부 국제금융대사 등을 거쳐, 2008년부터 2009년까지 초대 금융위원회 위원장을 역임하였고 동기간 중 국제증권감독기구 아태지역위원회(IOSCO) 의장을 역임하였으며, 2009년부터 2013년까지 국민연금공단 이사장으로 재직하였다. 2013년 이후 2018년까지 연세대학교 경제대학원 석좌교수를 역임했고, 현재 세계경제연구원 이사장으로 재임 중이며 K-정책플랫폼 이사장과 더희망금융포럼 회장을 맡고있다.
「Beyond the Crisis」(2010), 「금융인생」(2020) 등 다수의 국영문 저서와 국내외 주요 언론사 칼럼 및 기고문 등이 있고 주요 상훈으로는 "자랑스러운 사대부고인상"(2008), “아시아지역 올해의 CEO상”(2011), 청조근정훈장(2012), “인디애나대학을 빛낸 국제동문상” 세계최초수상(2013), 서울상대 총동창회 자랑스러운 동문상("빛내자상") 수상(2023).

## 학력
- 펜실베니아대학교 와튼스쿨 최고경영자과정
- 하버드 비즈니스 스쿨 Executive Program
- 인디애나대학교 경제학 석사, 경영학 석사, 경영학 박사
- 서울대학교 경제학 학사
- 서울대학교 사범대학 부설고등학교 졸업
- 고입 검정고시 합격